# Tabon-Höhlen

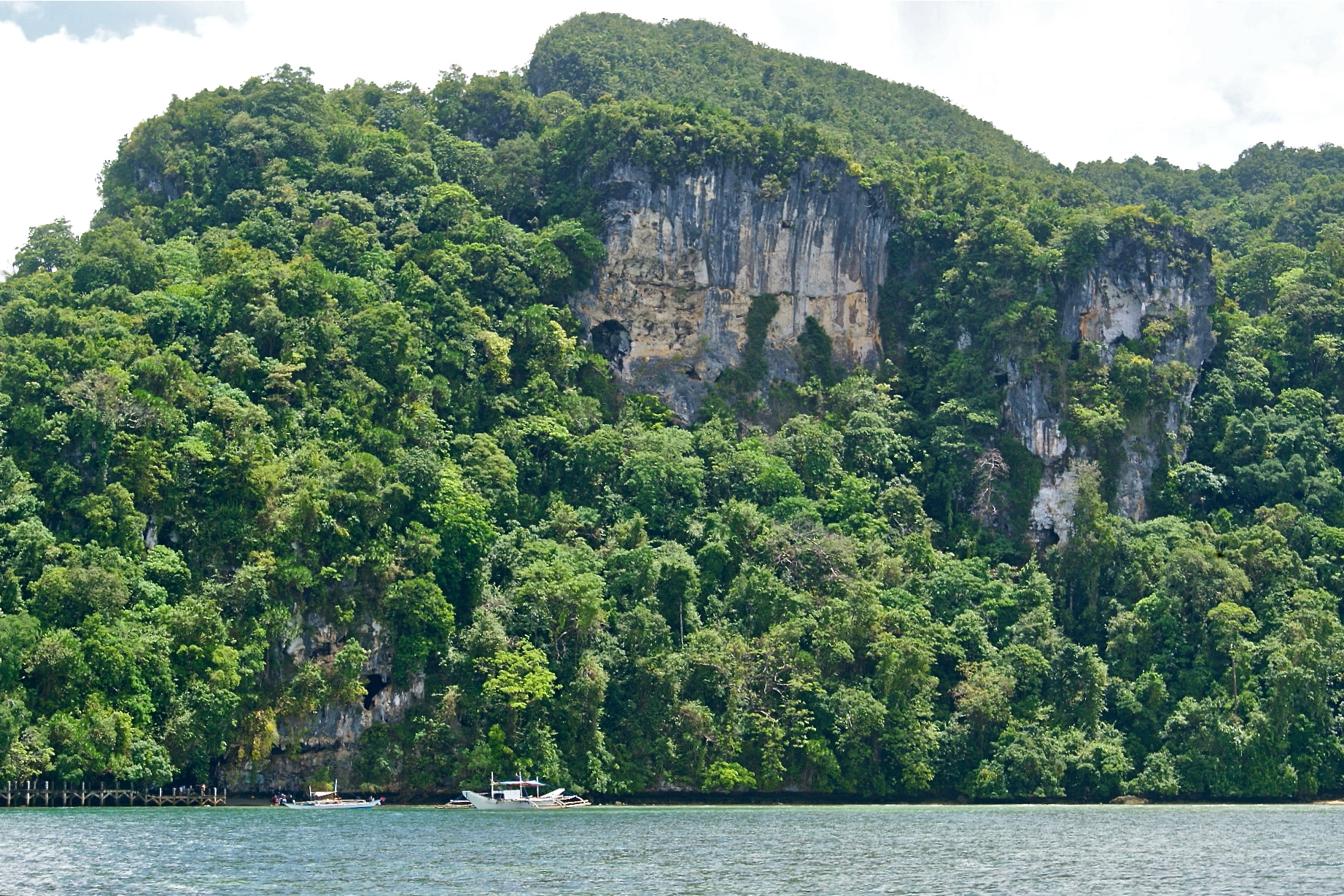
Blick auf die Tabon-Höhlen

Die Tabon-Höhlen (Tabon Cave Complex) sind eine archäologische und paläoanthropologische Fundstätte im Süden der philippinischen Insel Palawan, rund eine halbe Bootsstunde südlich der Stadt Quezon. Die Tabon-Höhlen liegen im 130 ha großen Lipuun Point Reservation auf einer schmalen Halbinsel. Das Höhlen- und Grottensystem im karstigen Kalkgestein ehemaliger Korallenriffe besteht aus mehr als 200 Höhlen, von denen bisher rund 40 archäologisch bedeutsam sind. Benannt wurde der Komplex nach dem huhnartigen Küstenvogel ‚Ibong Tabon‘ (Megapodius freycinet cumingi), der auch häufig Grotten aufsucht.
Um den Höhlenkomplex betreten zu können, kann im Museum der Stadt eine touristische Genehmigung nebst Führer unbürokratisch und kostenlos beantragt werden. Im Museum befinden sich einige wenige Grabungsstücke sowie Dioramen zu den Themen Wald, Unterwasserwelt und indigene Hütten. Die wichtigen Grabungsstücke befinden sich im Palawan-Museum der Inselhauptstadt Puerto Princesa.
Von 1962 bis 1970 erforschte ein Team von Anthropologen unter der Leitung des US-amerikanischen Archäologen Robert B. Fox die Höhlen. Es fand u. a. in einer mit großen Stalaktiten und Stalagmiten bestückten Höhlen das älteste Fossil eines Menschen (Homo sapiens) auf den Philippinen. Der Fund („Tabon Man“) wurde zunächst mit der 14C-Radiokohlenstoffmethode auf 22.000 Jahre datiert, neuere Messungen weisen 16.500 ± 2000 Jahre aus. Neben dem Fragment einer Schädeldecke und mehreren Unterkiefern wurden auch viele Artefakte geborgen, die bis zu 40.000 Jahre alt sind.
Die Fundstelle der Fossilien ist eine 41 Meter lange Höhle mit grottenartiger Öffnung, die bis ins Mittelalter hinein zumindest gelegentlich als Wohnhöhle genutzt wurde. Um den Erfolg der Grabungen nicht zu gefährden, ist das Betreten dieser Höhle verboten. Erlebnisreicher ist daher ein Besuch der oberhalb liegenden noch nicht erforschten Grotte Sarang C. Sie ist allerdings ohne Führer nicht  zu finden, da sie nicht ausgeschildert und der Zugang nur durch Unterholz und steile Kletterpartien möglich ist.

## Belege
1. ↑  Florent Détroi et al.: Upper Pleistocene Homo sapiens from the Tabon cave (Palawan, The Philippines): description and dating of new discoveries. In: Comptes Rendus Palevol. Band 3, Nr. 8, 2004, S. 705–712, doi:10.1016/j.crpv.2004.06.004, Volltext (PDF; 370 kB)
2. ↑  Hermine Xhauflair et al.: The invisible plant technology of Prehistoric Southeast Asia: Indirect evidence for basket and rope making at Tabon Cave, Philippines, 39–33,000 years ago. In: PLoS ONE. Band 18, Nr. 6, 2023, e0281415. doi:10.1371/journal.pone.0281415.

Koordinaten: 9° 16′ 47,6″ N, 117° 58′ 53″ O